# Klara Geywitz
Klara Geywitz (ur. 18 lutego 1976 w Poczdamie) – niemiecka polityk i samorządowiec, działaczka Socjaldemokratycznej Partii Niemiec (SPD), posłanka do landtagu Brandenburgii, w latach 2021–2025 minister mieszkalnictwa, rozwoju miast i budownictwa.

## Życiorys
W 1995 zdała egzamin maturalny w szkole średniej w rodzinnej miejscowości, a w 2002 ukończyła nauki polityczne na Universität Potsdam. W 1994 wstąpiła do Socjaldemokratycznej Partii Niemiec, w latach 2002–2004 zatrudniona jako referentka w centrali partii w Brandenburgii. Od 1998 do 2013 wchodziła w skład rady miejskiej Poczdamu. W 2004 po raz pierwszy wybrana do landtagu, dwukrotnie uzyskiwała reelekcję, zasiadając w krajowym parlamencie do 2019. W 2014 weszła w skład zarządu Fundacji Współpracy Polsko-Niemieckiej. W 2020 podjęła pracę w trybunale obrachunkowym Brandenburgii.
W latach 2008–2013 była wiceprzewodniczącą SPD w landzie, a następnie do 2017 pełniła funkcję sekretarza generalnego partii w Brandenburgii. W 2017 dołączyła do zarządu federalnego socjaldemokratów. W 2019 ubiegała się o przywództwo w SPD (w parze z Olafem Scholzem), przegrywając jednak w drugiej turze partyjnych wyborów. Od tego samego roku była wiceprzewodniczącą swojego ugrupowania.
W grudniu 2021 w nowo utworzonym rządzie Olafa Scholza objęła stanowisko ministra mieszkalnictwa, rozwoju miast i budownictwa. Urząd ten sprawowała do maja 2025.